# Université de Port-au-Prince
L'université de Port-au-Prince (UP) est une université privée située à Port-au-Prince en Haïti.

## Présentation
L'université de Port-au-Prince a été fondée le 3 novembre 1983,.
L'UP est une institution privée haïtienne d'enseignement universitaire accréditée par le département de l'Enseignement supérieur du ministère de l'Éducation nationale et de la Formation professionnelle.
Ce ministère assure l'authentification des diplômes et des licences délivrés par l'UP.
Elle accueille de 1 000 à 1 999 étudiants.

## Facultés
En 2023, les facultés proposent les parcours suivants:

### Faculté des sciences informatiques
- Licence Sciences informatiques
- Diplôme Informatique de gestion

### Faculté des sciences économiques
- Licence spécialisée en économie du développement
- Licence Finance et Banque
- Majeure en Economie, Mineur en Finance
- Majeure en Economie, Mineur en Gestion des Affaires
- Majeure en Economie, Mineur en Comptabilité
- Majeure en Economie, Mineur en Administration Publique
- Diplôme d’Economie
- Diplôme de Finance

### Faculté des lettres et des sciences humaines
- Licence en communication sociale
- Diplôme junior en communication sociale
- Diplôme senior en communication sociale
- Diplôme junior en marketing et relations publiques
- Diplôme junior en publicité et propagande

### Faculté des sciences administratives
- Licence en Sciences Comptables
- Licence en Gestion des affaires
- Diplôme Senior en Sciences Comptables
- Diplôme Junior en Sciences Comptables
- Diplôme Senior en Gestion des Affaires
- Diplôme Junior en Gestion des Affaires

### Faculté des sciences juridiques
- Licence en Sciences Juridiques
- Mineure en Droit Public

### Faculté de science politique et d’administration publique
- Licence en science politique
- Licence en administration publique